# Euphorbia rapulum
Euphorbia rapulum — вид рослин із родини молочайних (Euphorbiaceae), зростає у центральній Азії.

## Опис
Це сіро-коричнева з домішкою пурпуруватого трава 10–30 см заввишки. Кореневище кулясто або редькоподібно бульбисте, розміром 3–5 × 2–4 см або навіть більше, іноді розгалужене. Стебла поодинокі, у товщину 3–7 мм, сильно верхівково розгалужені. Листки чергові; прилистки відсутні; ніжка від короткої до майже відсутньої; верхні листові пластини яйцюватої форми до еліптичної форми, 3–4.5 × 0.6–2 см, на краях голі або війчасті, основа звужується, а іноді серцеподібна, край цілий, вершина тупа. Циатій сидячий. Квітки жовті. Період цвітіння й плодоношення: квітень — червень. Коробочка яйцювато-куляста, 4.5–5.5 × 4–5 мм, поздовжньо борозниста, гладка, гола. Насіння яйцювато-циліндричне, ≈ 3 × 2 мм, від жовто-коричневого до світло-сірого, гладке, адаксіально смугасте.

## Поширення
Зростає у центральній Азії: Казахстан, Киргизстан, Таджикистан, Туркменістан, Узбекистан, Сіньцзян. Населяє сухі піщані луки, поля, рівнини, нижні степові схили; на висотах 800–2000 метрів.